# 竹纖維

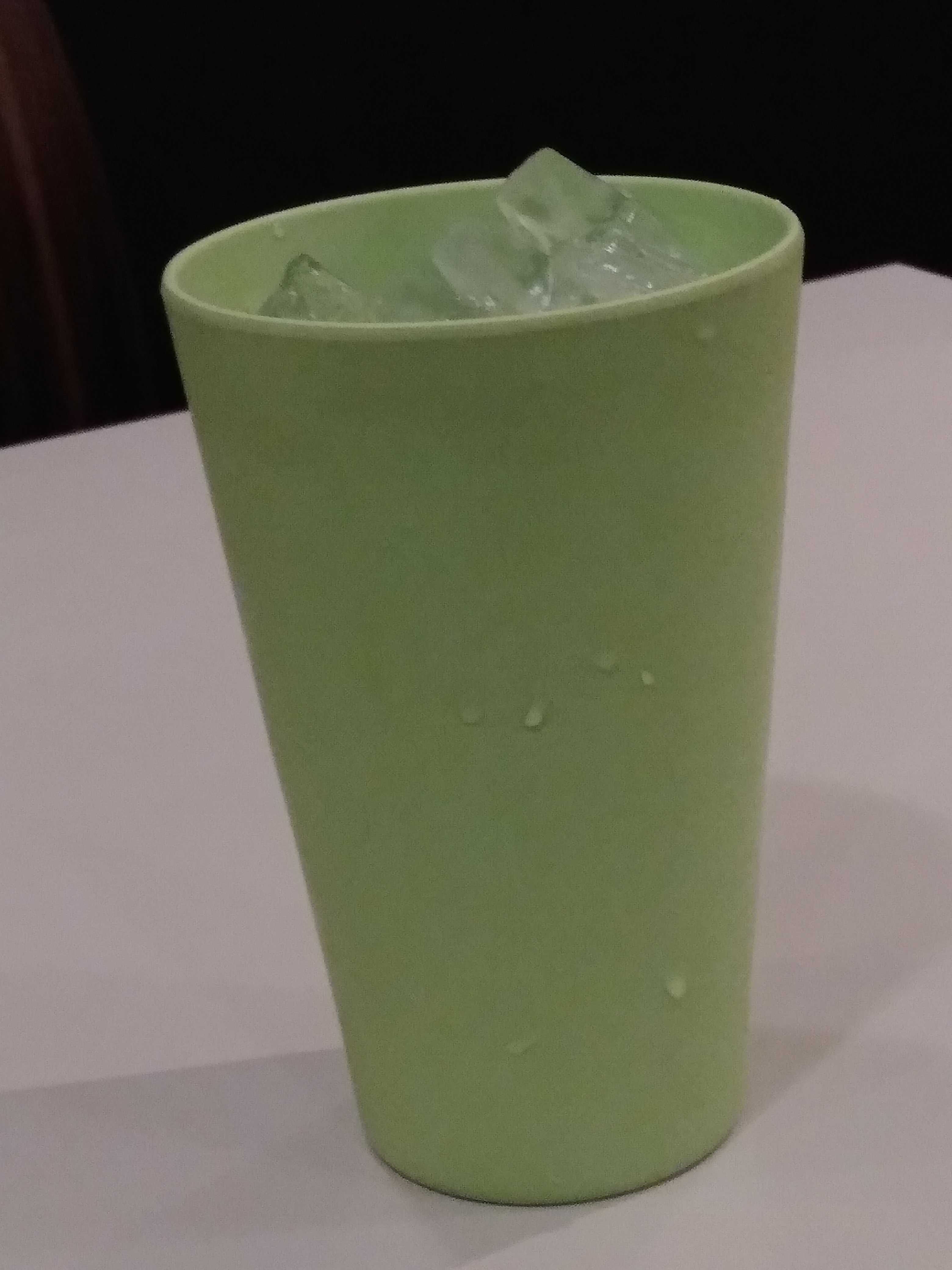
竹纖維水杯

竹纖維（Bamboo Fibre），是泛指由竹提取出的纖維。

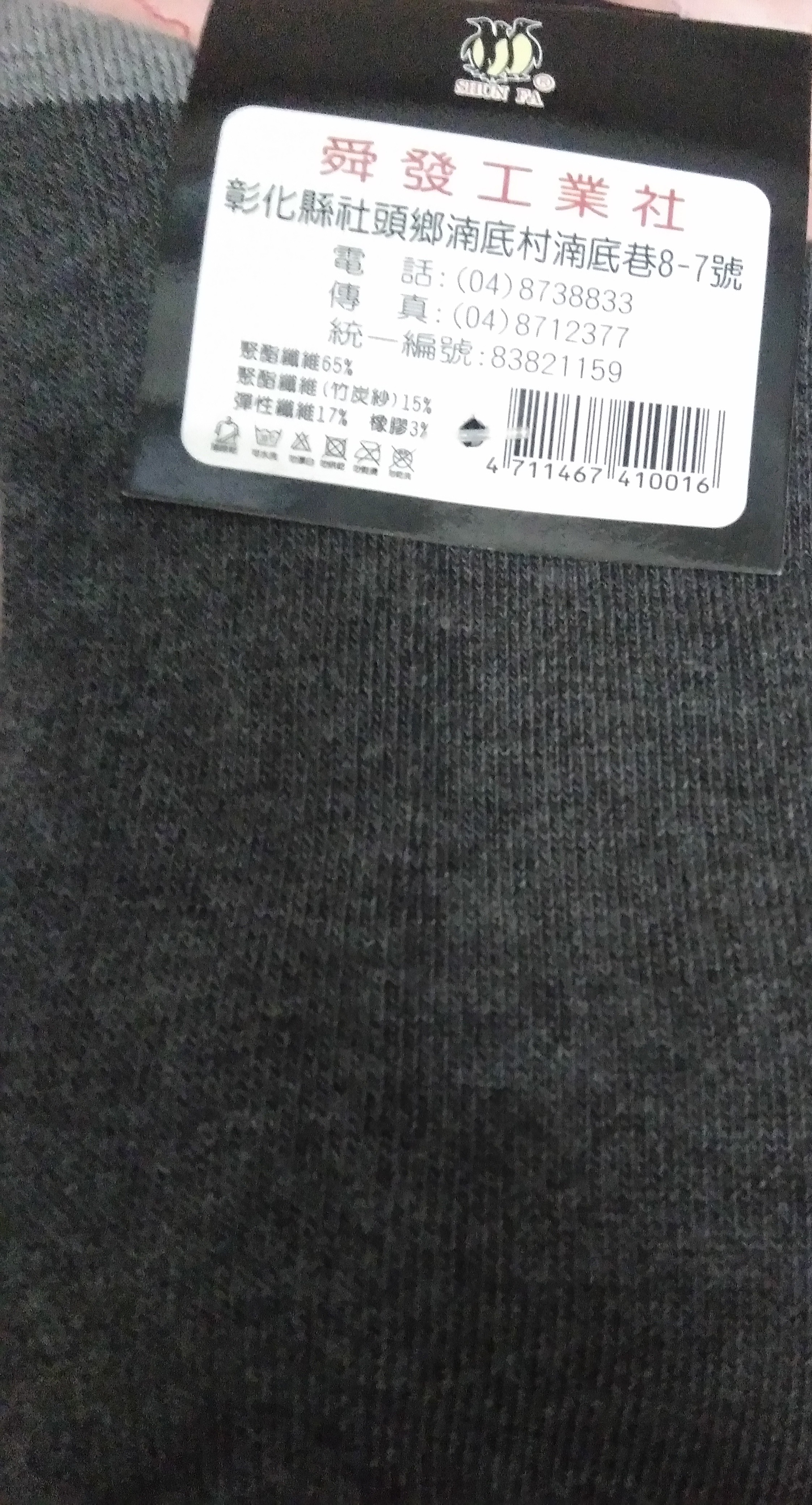
竹炭襪

## 概述
竹纖維製品以居家用品為常見，例如牙刷、毛巾、杯子、餐具、環保袋等。

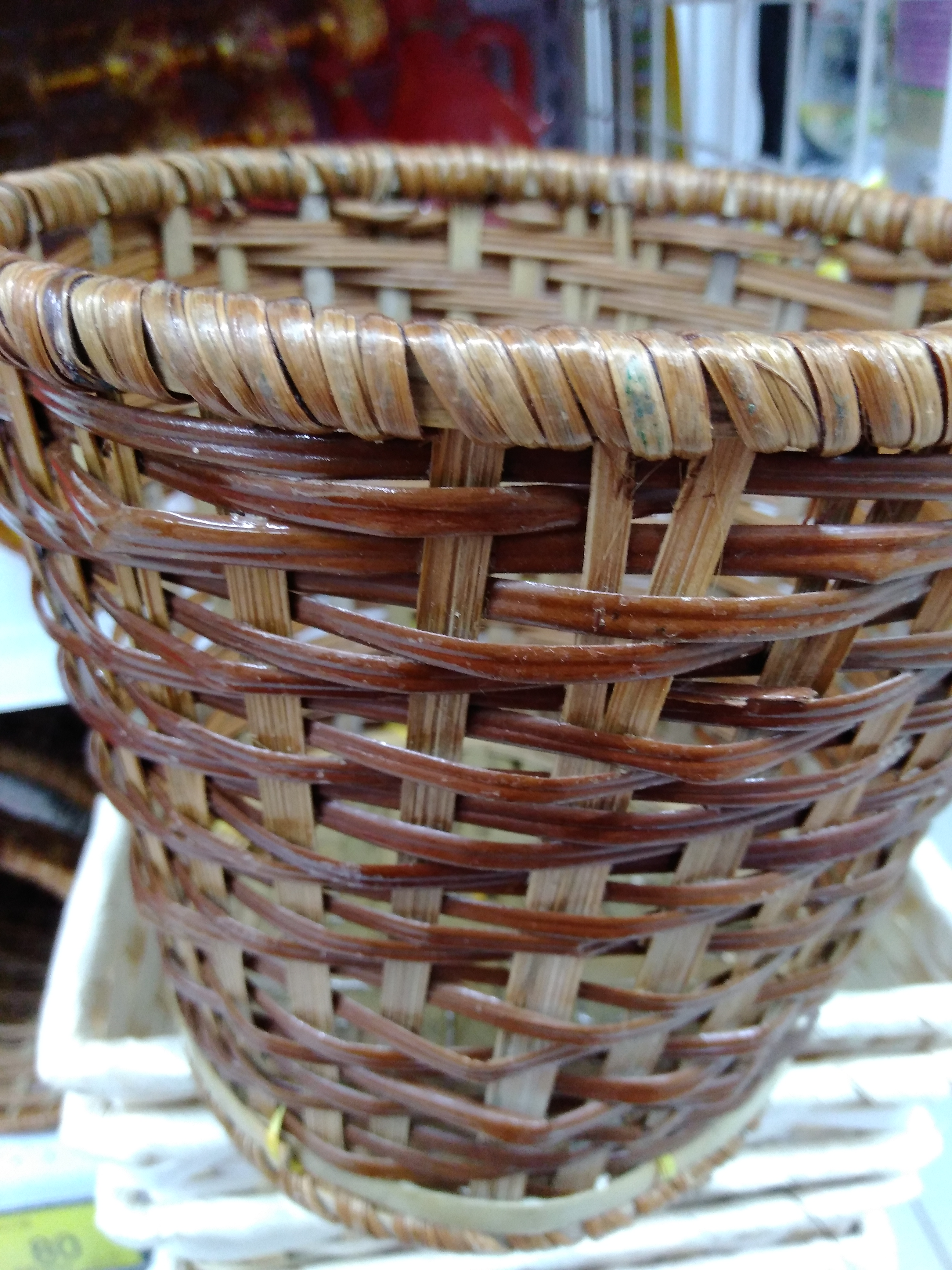
竹簍

由於製程複雜，竹纖維的普及程度遠不及塑膠；金屬、玻璃，甚至木頭也都較竹纖維熱門。

## 特色
竹纖維具有抗菌性、吸濕性、抗紫外線、環保等特色，而且耐冷、熱，範圍為攝氏-20度至100度。
平常建議值為攝氏70度為上限。大多混入塑膠、ABS樹脂定型。使用上應認明美國FDA、德國LFGB、瑞士SGS食品級測試。
塑膠容易藏污納垢，亦容易有刮痕，竹纖維卻不會有此問題。竹纖維的缺點是不耐重壓，會產生不可逆變形。

## 優點

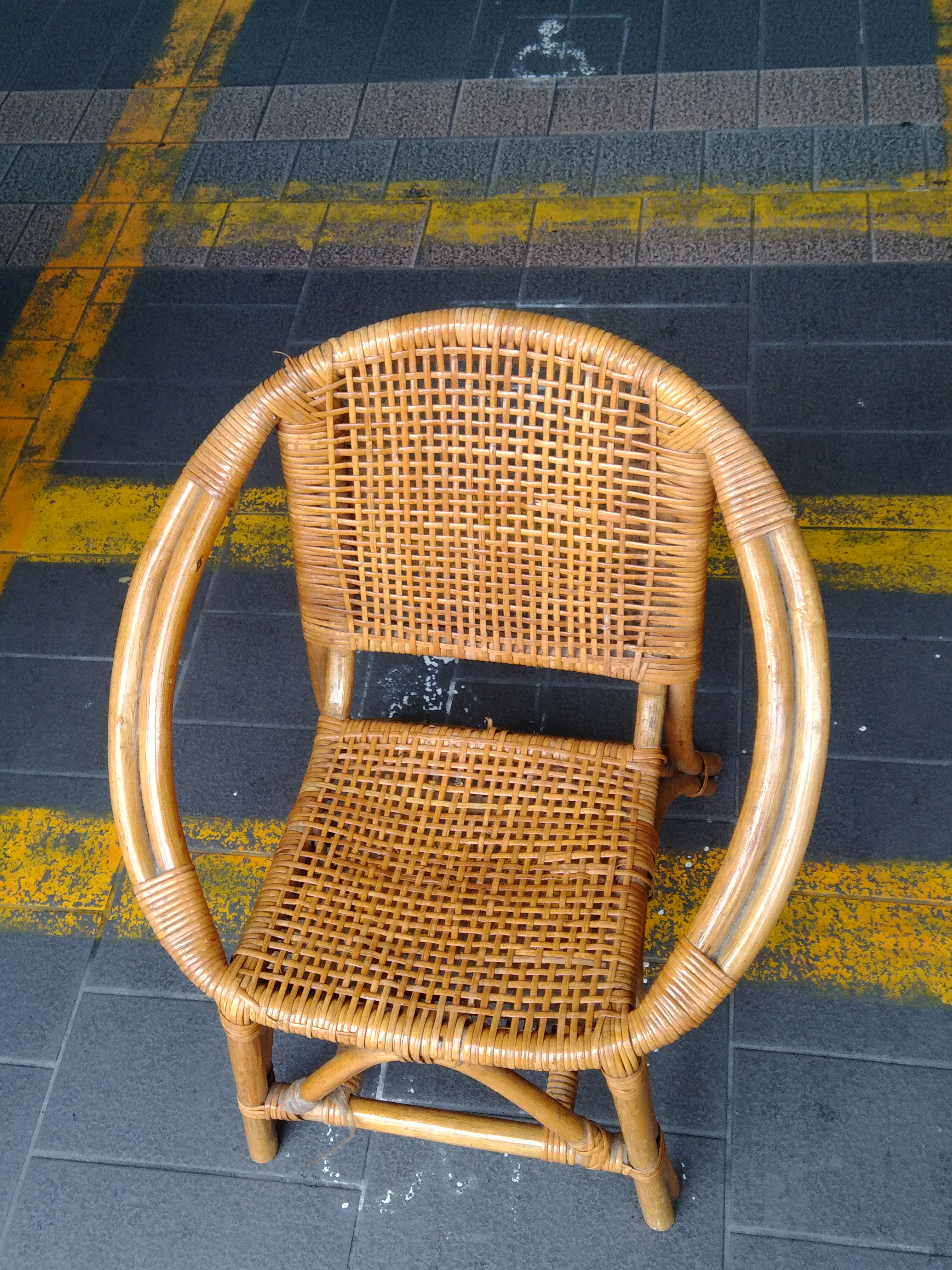
竹椅

## 缺點
德國聯邦風險評估研究所評估 使用三聚氰胺，美耐皿混合製成的竹纖維杯承裝熱飲上，比普通美耐皿杯釋放更多甲醛和三聚氰胺。

## 種類
- 竹原纖維：以原生竹為主要成分。可逕行丟棄，不會產生環境汙染。
- 竹漿纖維：成分為玉米澱粉，結合竹纖維所製成。
- 竹碳纖維：和其他化學材料混合使用，如絲，棉，製成衣物，達到抗菌性和延展性。

## 製成
- 蒸煮壓碎分離纖維加工法
- 機械壓碎分離纖維加工法
- 裂解開纖加工法
- 蒸煮爆碎纖維分離加工法
- 化學機械加工法
- 生物機械法

## 專家意見
清華大學化學系教授凌永健指出，這些餐具的主要原料是聚乳酸，又或摻入聚乙烯、聚丙烯製成。